# Smilasterias irregularis
Smilasterias irregularis är en sjöstjärneart som beskrevs av Hubert Lyman Clark 1928. Smilasterias irregularis ingår i släktet Smilasterias och familjen trollsjöstjärnor. Inga underarter finns listade i Catalogue of Life.